# Shin Jong-hun
Shin Jong-hun (* 5. Mai 1989 in Seoul) ist ein ehemaliger südkoreanischer Boxer im Halbfliegengewicht.

## Karriere
Shin Jong-hun gewann 2009 eine Bronzemedaille bei den Weltmeisterschaften in Mailand, nachdem er erst im Halbfinale gegen Dawid Airapetjan unterlegen war. Bei den Asienspielen 2010 schied er im Viertelfinale gegen Birschan Schaqypow aus.
2011 gewann er die Asienmeisterschaften durch einen Finalsieg gegen Pürewdordschiin Serdamba und startete anschließend bei den Weltmeisterschaften 2011 in Baku, wo er durch Siege gegen Ronald Serugo, Jérémy Beccu, Devendro Singh und Pürewdordschiin Serdamba das Finale erreichte und dort gegen Zhou Shiming verlor. Mit diesem Erfolg war er für die Olympischen Spiele 2012 in London qualifiziert, wo er im Achtelfinale mit 14:15 gegen Alexandar Alexandrow ausschied.
Darüber hinaus gewann er noch die Asienspiele 2014, unter anderem durch Siege gegen Devendro Singh, Mark Barriga und Birschan Schaqypow.